# Raczków
Raczków – wieś w Polsce położona w województwie łódzkim, w powiecie sieradzkim, w gminie Warta.
Raczków ma powierzchnię 414,82 ha.
W latach 1975–1998 miejscowość administracyjnie należała do województwa sieradzkiego. Do 1954 roku Raczków przynależał do gminy Bartochów, w latach 1954–1958 do gromady Zagajew, w latach 1959–1972 do gromady Warta, a od 1973 roku do gminy Warta. 